# Андрейчиково
Андрейчиково (укр. Андрійчикове) — село в Вознесенском районе Николаевской области Украины.
Основано в 1900 году. Население по переписи 2001 года составляло 111 человек. Почтовый индекс — 56564. Телефонный код — 5134. Занимает площадь 0,361 км².

## Местный совет
56575, Николаевская обл., Вознесенский р-н, пос. Тимирязевка, ул. Мира, 16